# Bere (Rey-Bouba)
Pour les articles homonymes, voir Bere.
Bere est un village du Cameroun situé dans le département de Mayo Rey et la Région du Nord. Le village fait partie de l'arrondissement de Rey-Bouba.  Il est équipé d'un centre zootechnique pour le soin des animaux sauvages et d'élevage.